# Marston (Quebec)
Marston es un municipio-cantón de la provincia de Quebec en Canadá. Está ubicado en el municipio regional de condado de Le Granit y a su vez, en la región administrativa de Estrie. Hace parte de las circunscripciones electorales de Mégantic a nivel provincial y de Mégantic—L'Érable a nivel federal.

## Geografía
Marston se encuentra ubicada en las coordenadas 45°33′06″N 70°56′48″O / 45.55167, -70.94667. Según Statistique Canada, tiene una superficie total de 72.85 km² y es una de las 1135 municipalidades en las que está dividido administrativamente el territorio de la provincia de Quebec.

## Demografía
Según el censo de Canadá de 2011, había 662 personas residiendo en este cantón con una densidad de población de 9,1 hab./km². Los datos del censo mostraron que de las 683 personas en 2006, en 2011 el cambio poblacional fue de -21 habitantes (-3.1%). El número total de inmuebles particulares resultó de 334 con una densidad de 4.58 inmuebles por km². El número total de viviendas particulares que se encontraban ocupadas por residentes habituales fue de 278.